# Marché Paul-Bert
Le marché Paul-Bert est situé au sein du marché aux puces de Saint-Ouen (Seine-Saint-Denis), en France. Il possède la plus grande concentration d'antiquaires et de brocanteurs du monde. Le marché Paul-Bert est composé de 250 stands répartis en sept allées.

## Histoire
Entre les deux guerres mondiales, Louis Poré, à l'époque propriétaire du terrain, y construit un garage automobile (ce qui deviendra plus tard le marché Serpette). Devant le développement des différents marchés, Vernaison, Biron, Vallès et Malik, monsieur Poré lance son projet. Il conclut un accord avec la municipalité et aménage de petits espaces commerciaux. En 1946, le marché Paul-Bert nait officiellement. De nombreux marchands du marché de Saint-Ouen se virent offrir un stand, en dédommagement des spoliations subies pendant la Seconde Guerre mondiale.
En 1946, une importante partie de ces espaces étaient construits en bois. Entre 1953 et 1954, la plupart de ses constructions se convertirent « en dur », dans une volonté de mutation permanente du marché, qui est encore très actif aujourd'hui.
Durant les années 1970, le marché Serpette apparait, accolé au marché Paul-Bert.
En 2005, le duc de Westminster (le groupe Grosvenor qui gère les actifs de Gerald Cavendish Grosvenor) rachète le marché.
En 2014, Jean-Cyrille Boutmy (patron de Studyrama) rachète le marché.

## Le marché Paul-Bert aujourd'hui
Aujourd'hui, le marché Paul-Bert est un important rendez-vous de chineurs. Les époques représentées sont nombreuses et l'offre variée : meubles anciens, comptoirs d'anciens bistrots, mobilier et décoration des années 1930 aux années 1970, œuvres de la Haute époque… Le principal trait de ce marché est son aspect diversifié et les œuvres surprenantes que l'on y trouve.
C'est au 44, rue Paul Bert que l'on trouve la boutique du rappeur très connu sur le net, Morsay, nommée Truands de la galère.
Voici la liste des spécialités des antiquaires du marché :
- antiquaires généralistes
- antiquités de la cuisine
- antiquités du vignoble
- antiquités industrielles
- art populaire
- bibelots
- cheminées anciennes
- décoration
- luminaires
- miroirs anciens
- meubles de métiers
- mode vintage et haute couture
- peintures
- restauration de dorure
- vente à marchand
- XVIIIe siècle
- XIXe siècle
- XXe siècle